# Smile, Sloveanoserbsk
Smile (în ucraineană Сміле) este un sat în așezarea urbană Sloveanoserbsk din regiunea Luhansk, Ucraina.

## Demografie
Componența lingvistică a localității Smile
     Rusă (80,99%)
     Ucraineană (19,01%)
Conform recensământului din 2001, majoritatea populației localității Smile era vorbitoare de rusă (80,99%), existând în minoritate și vorbitori de ucraineană (19,01%).